# Коморски дневен гекон
Коморски дневен гекон (Phelsuma laticauda), наричан също широкоопашат дневен гекон, е вид влечуго от семейство Геконови (Gekkonidae).

## Разпространение
Видът е разпространен в северен Мадагаскар и на Коморските острови, но също може да се види и на Хаваите и други тихоокеански острови.